# ホラズム州
座標: 北緯41度20分 東経61度0分 / 北緯41.333度 東経61.000度
ホラズム州（ウズベク語: Xorazm viloyati / Хоразм вилояти、ロシア語: Хорезмская область）は、ウズベキスタンの州。ウズベキスタン北西部のアムダリヤ川下流域に位置し、ブハラ州、カラカルパクスタン共和国のほか、トルクメニスタンに隣接する。

## 概要
ホラズム州は10の地区に分けられる。州都ウルゲンチ（人口13.5万人）のほか、主要都市として、ヒヴァ、シャヴァト、ピトナクがある。
気候は典型的な大陸性気候である。主要な農業生産物は綿花であり、ほかに、米、ブドウ、メロン、ヒョウタン、ジャガイモなどを産出する。
工業部門も、綿花の洗浄、綿実油の抽出、織物などの綿に関連するものが中心となっている。また、ヒヴァでは輸出用にペルシャ絨毯の製造も行われている。
州内の鉄道の総延長は130km、舗装道路の総延長は2,000kmに達する。
また、ヒヴァ・ハン国の首都として栄えたヒヴァの旧市街イチャン・カラは、ユネスコの世界遺産に登録されており、重要な観光資源となっている。

## 地方行政区画

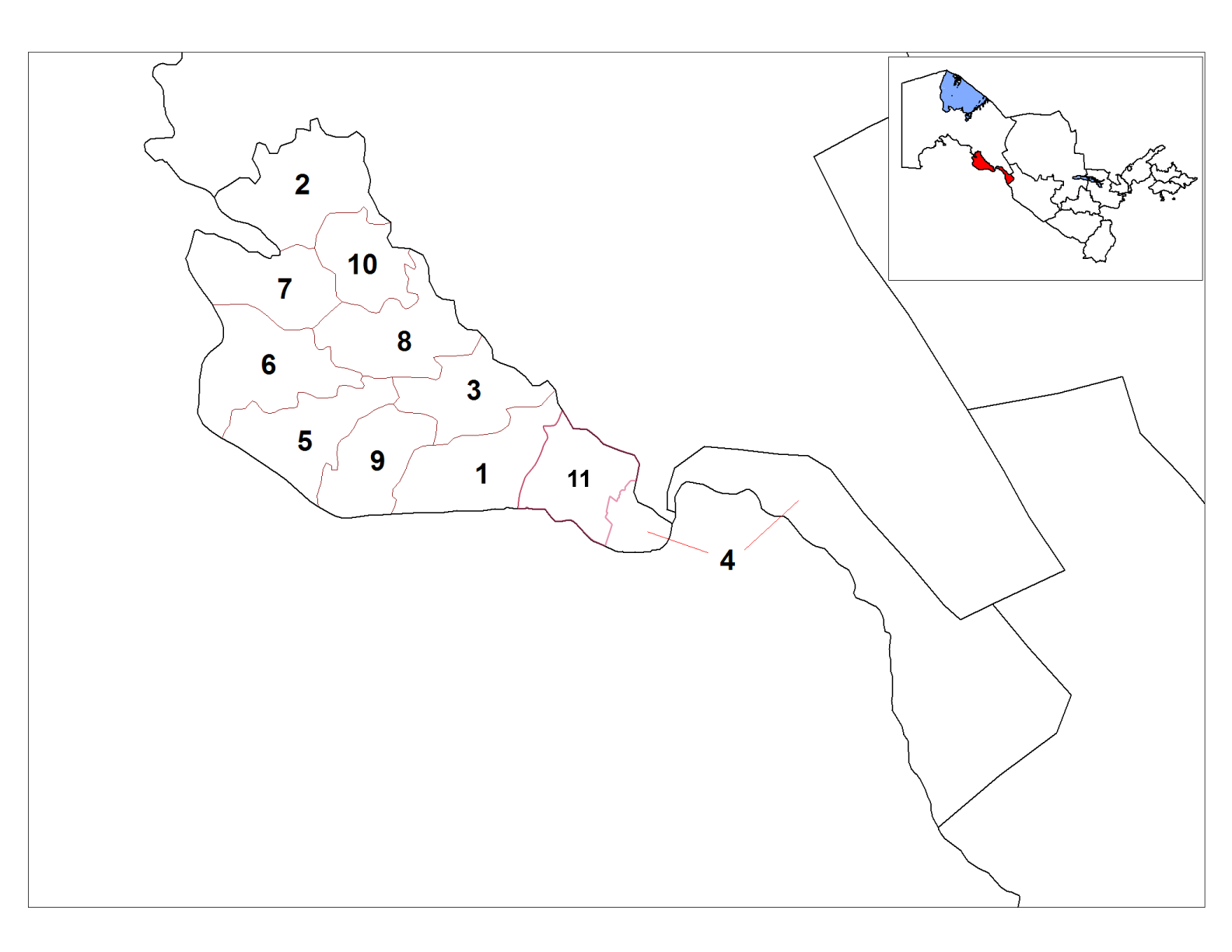
ホラズム州の地方行政区画

|    | 地区名             | ウズベク語表記 | 行政機関所在地 | ウズベク語表記 |
| -- | ------------------ | -------------- | -------------- | -------------- |
| 1  | バガト地区         | Bogʻot         | バガト         | Bogʻot         |
| 2  | グルレン地区       | Gurlan         | グルレン       | Gurlan         |
| 3  | ハンカ地区         | Xonqa          | ハンカ         | Xonqa          |
| 4  | ハザラスプ地区     | Xazorasp       | ハザラスプ     | Xazorasp       |
| 5  | ヒヴァ地区         | Xiva           | ヒヴァ         | Xiva           |
| 6  | クシュクピル地区   | Qoʻshkoʻpir    | クシュクピル   | Qoʻshkoʻpir    |
| 7  | シャヴァト地区     | Shovot         | シャヴァト     | Shovot         |
| 8  | ウルゲンチ地区     | Urganch        | カラウール     | Qorovul        |
| 9  | ヤンギアリク地区   | Yangiariq      | ヤンギアリク   | Yangiariq      |
| 10 | ヤンギバザール地区 | Yangibozor     | ヤンギバザール | Yangibozor     |

## 主要都市
- ウルゲンチ Urganch
- ヒヴァ Xiva
- ハンカ Xonqa
- グルレン Gurlan
- シャヴァト Shovot
- ハザラスプ Xazorasp
- クシュクピル Qoʻshkoʻpir